# Ptilotus polystachyus
Ptilotus polystachyus är en amarantväxtart som först beskrevs av Charles Gaudichaud-Beaupré, och fick sitt nu gällande namn av Ferdinand von Mueller. Ptilotus polystachyus ingår i släktet Ptilotus och familjen amarantväxter. Inga underarter finns listade i Catalogue of Life.

## Bildgalleri

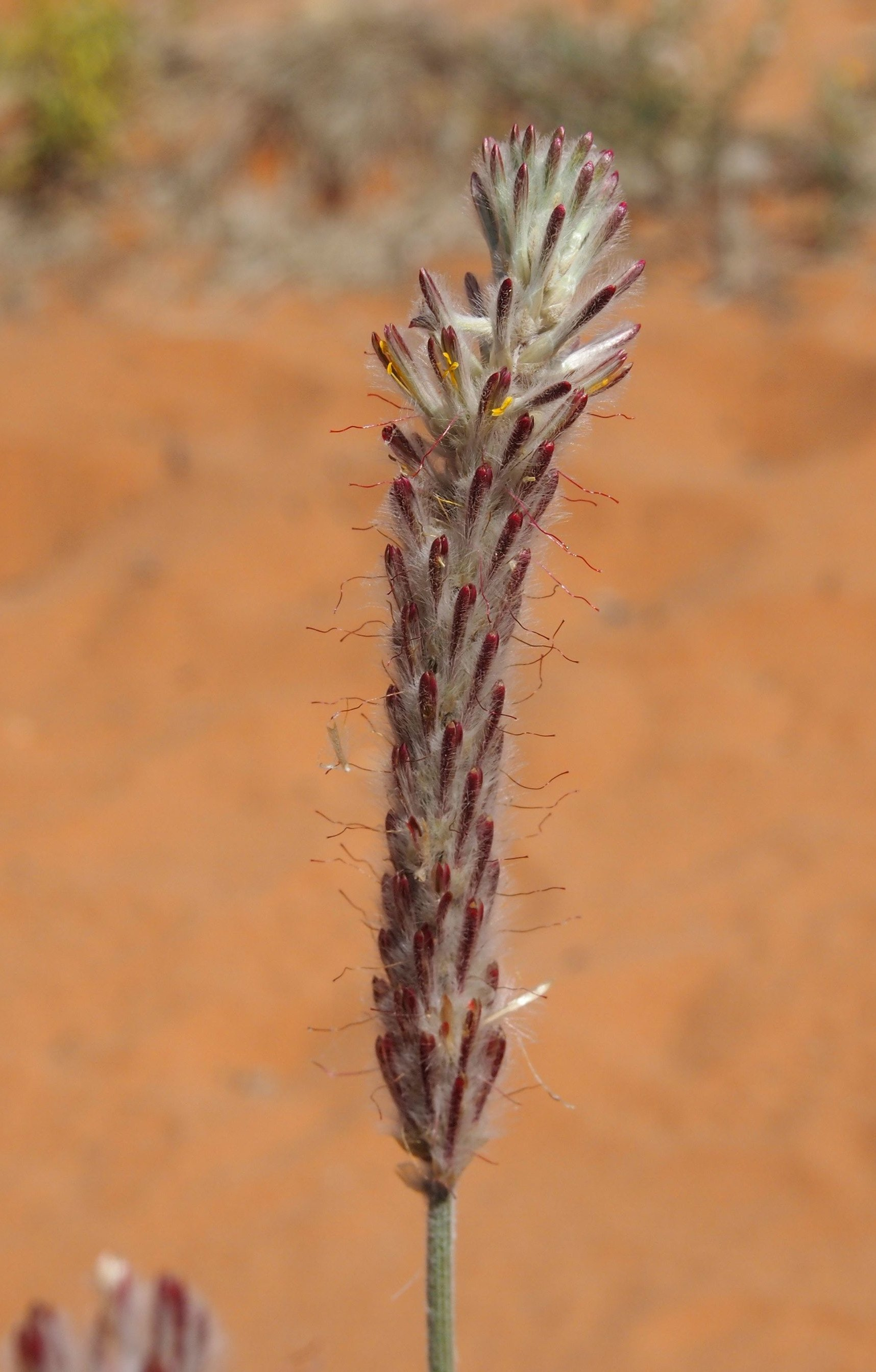
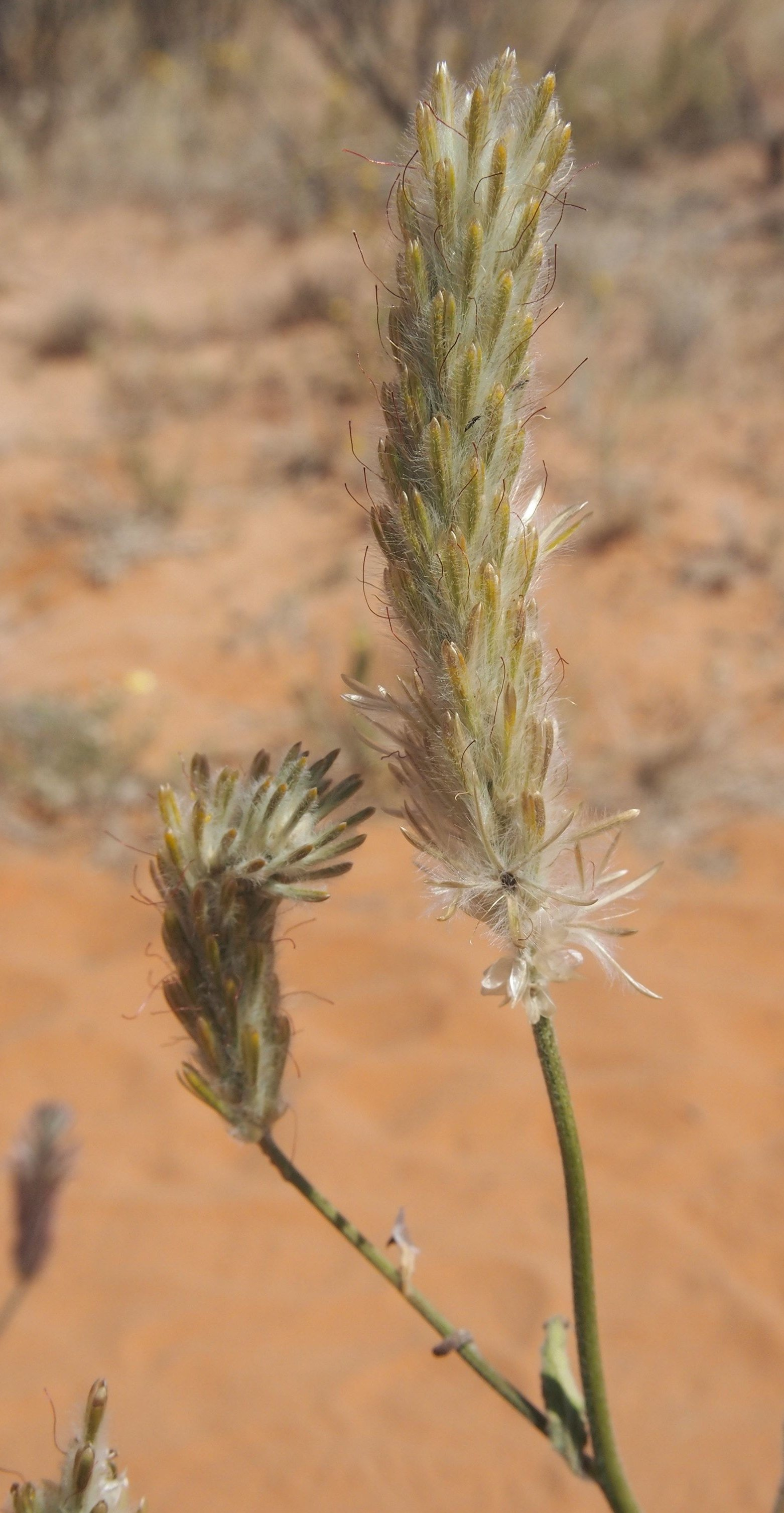
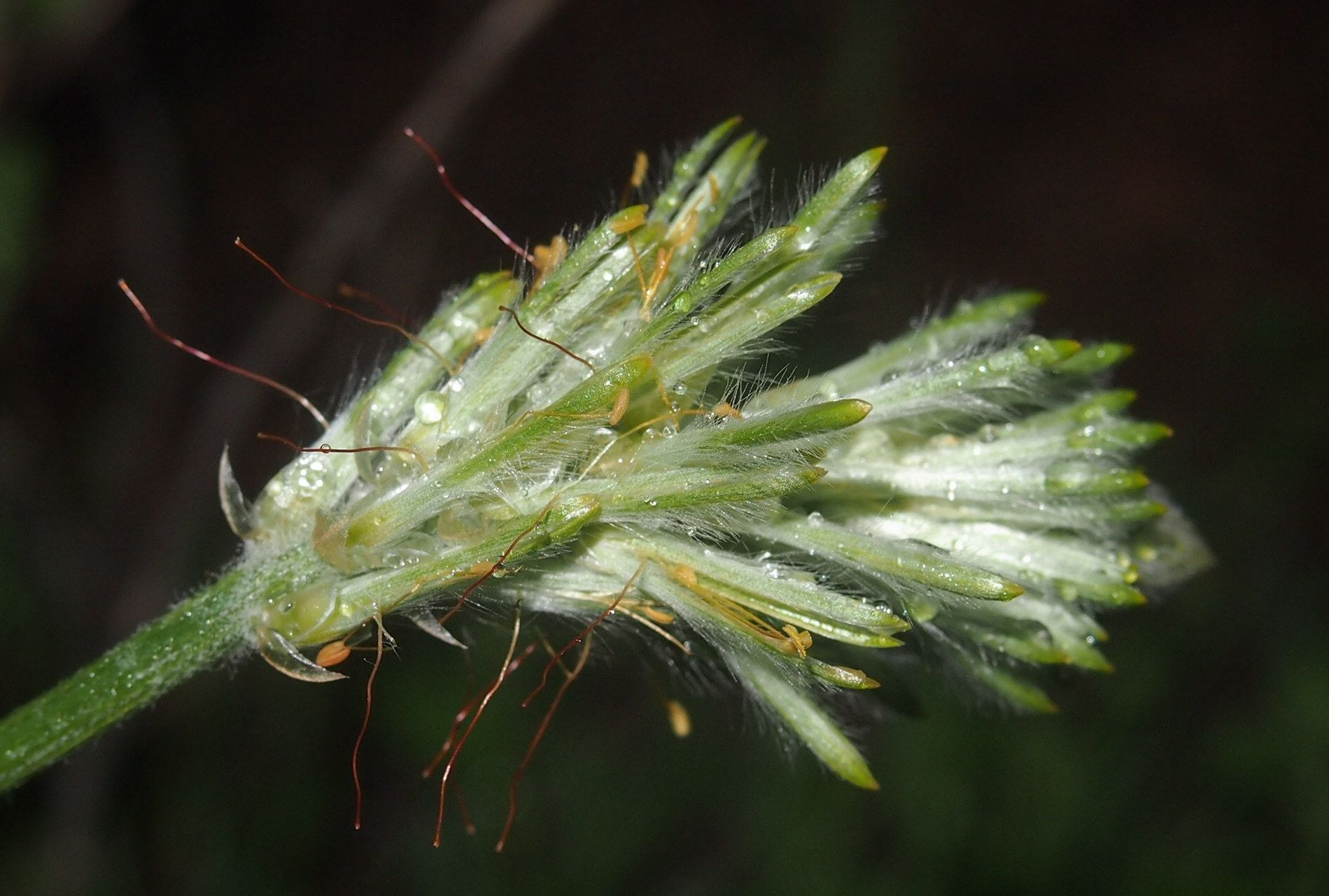
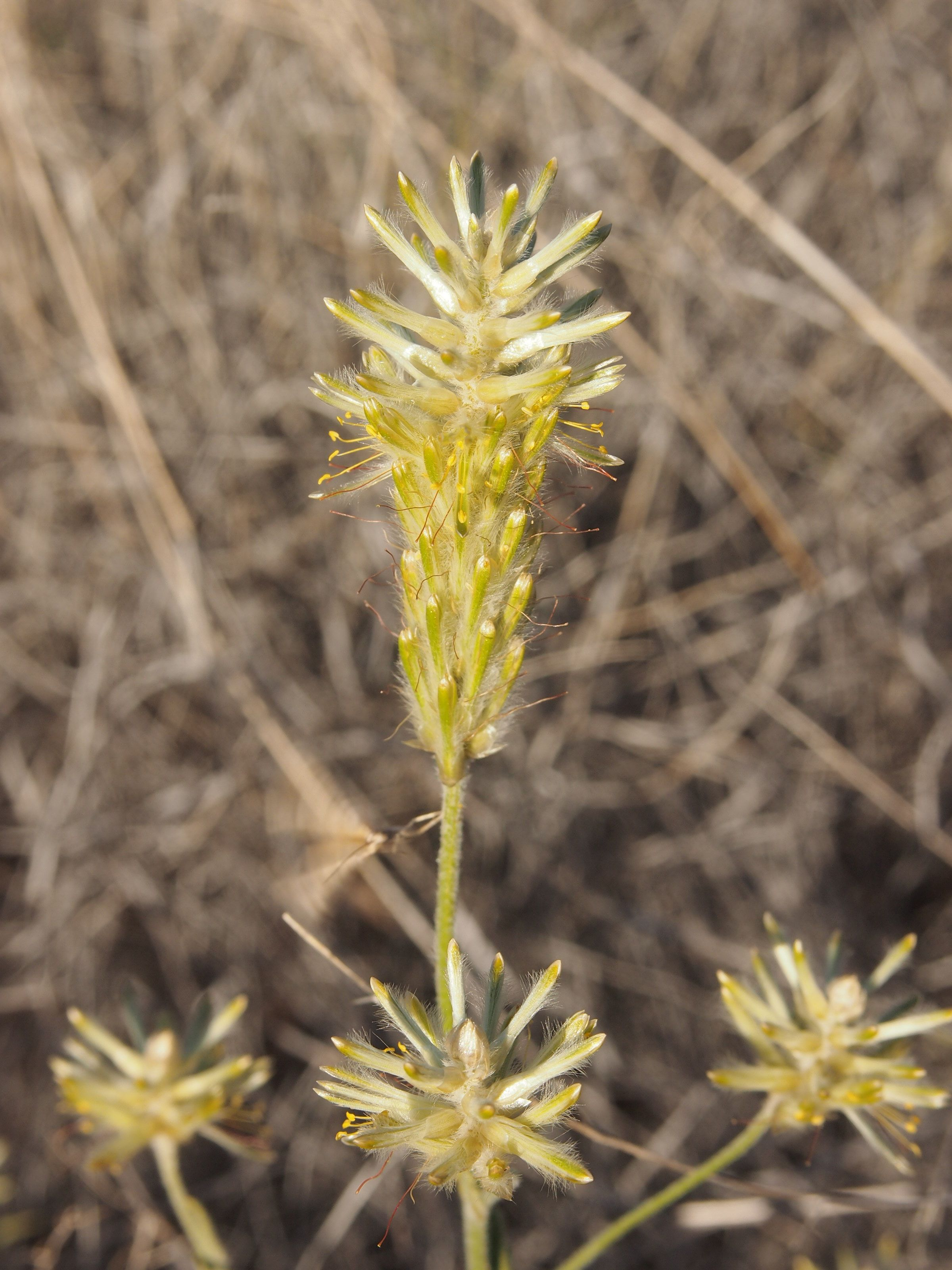
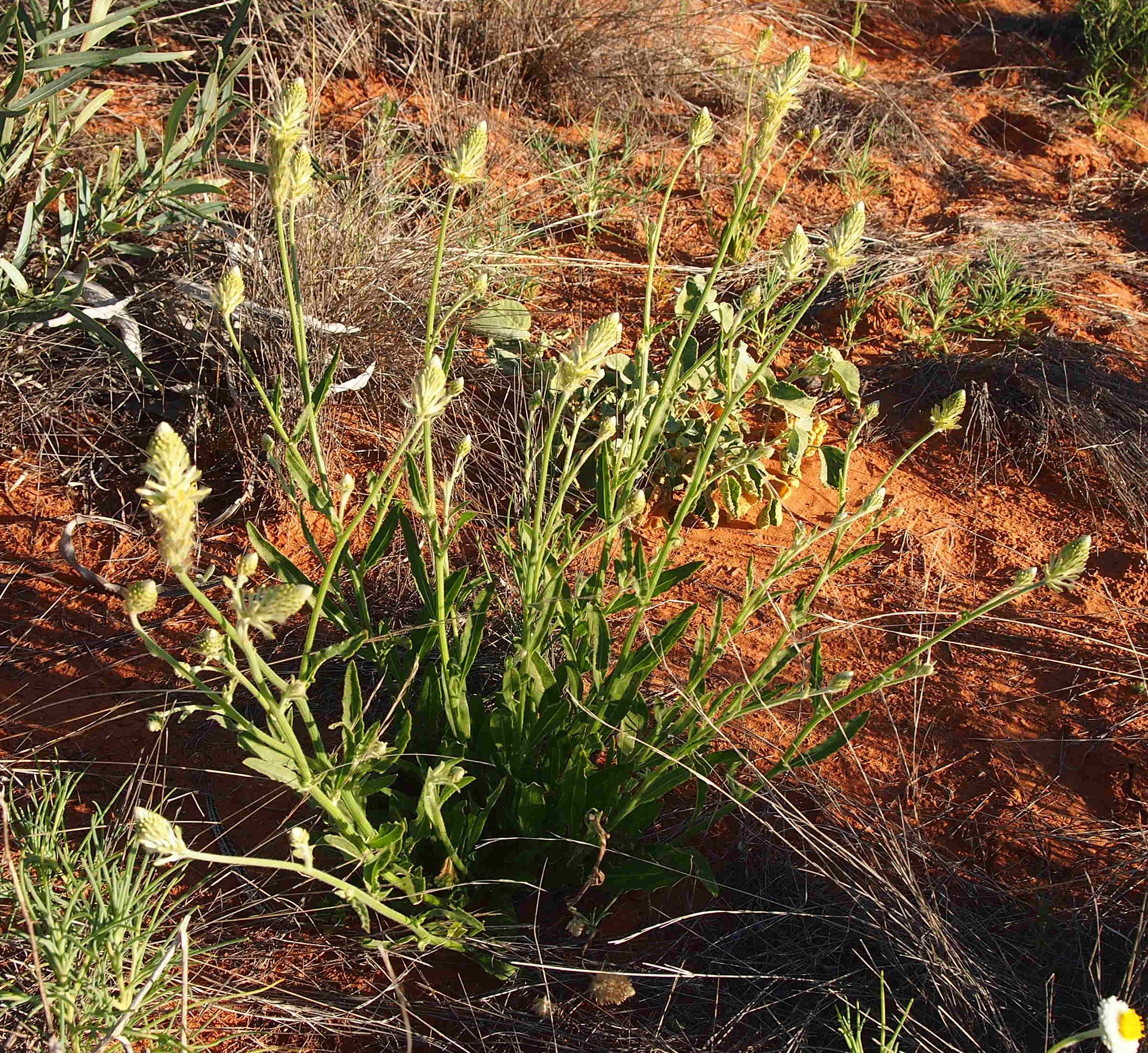
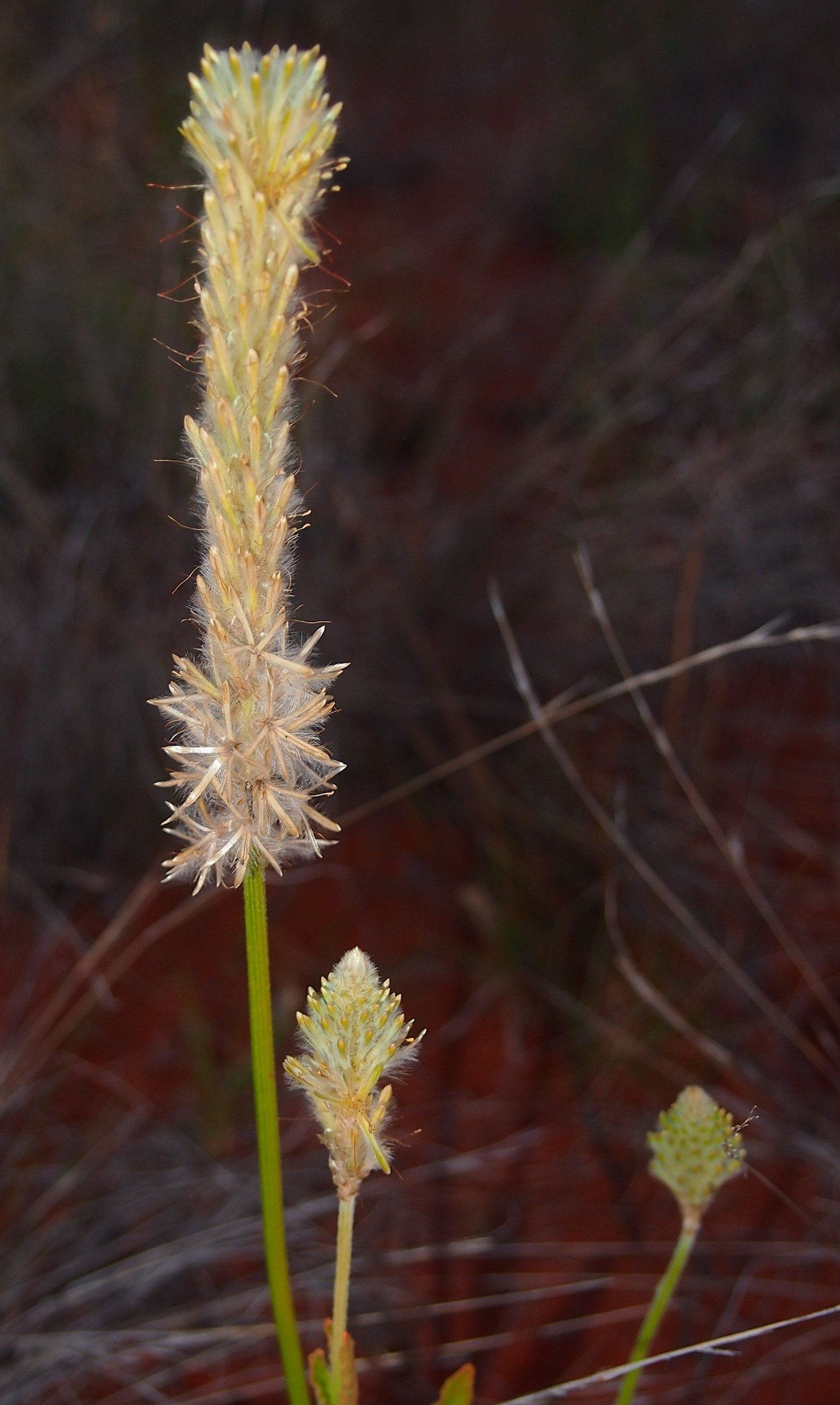